# Hays (Carolina del Nord)
Hays és una concentració de població designada pel cens dels Estats Units a l'estat de Carolina del Nord. Segons el cens del 2000 tenia 1.731 habitants.

## Demografia
Segons el cens del 2000, Hays tenia 1.731 habitants, 686 habitatges i 526 famílies. La densitat de població era de 109,4 habitants per km².
Dels 686 habitatges en un 34,3% hi vivien nens de menys de 18 anys, en un 62,8% hi vivien parelles casades, en un 9,3% dones solteres, i en un 23,2% no eren unitats familiars. En el 20,3% dels habitatges hi vivien persones soles el 8% de les quals corresponia a persones de 65 anys o més que vivien soles. El nombre mitjà de persones vivint en cada habitatge era de 2,51 i el nombre mitjà de persones que vivien en cada família era de 2,88.
Per edats la població es repartia de la següent manera: un 23,2% tenia menys de 18 anys, un 8,1% entre 18 i 24, un 32,8% entre 25 i 44, un 24,6% de 45 a 60 i un 11,4% 65 anys o més.
L'edat mediana era de 37 anys. Per cada 100 dones de 18 o més anys hi havia 96,5 homes.
La renda mediana per habitatge era de 37.642 $ i la renda mediana per família de 40.144 $. Els homes tenien una renda mediana de 27.601 $ mentre que les dones 21.520 $. La renda per capita de la població era de 16.869 $. Entorn del 12,6% de les famílies i el 17,6% de la població estaven per davall del llindar de pobresa.

## Poblacions més properes
El següent diagrama mostra les poblacions més properes.